# Houstonia caerulea
Houstonia caerulea es una especie de planta ornamental perennifolia de la familia de las rubiáceas. Se encuentra en Norteamérica.

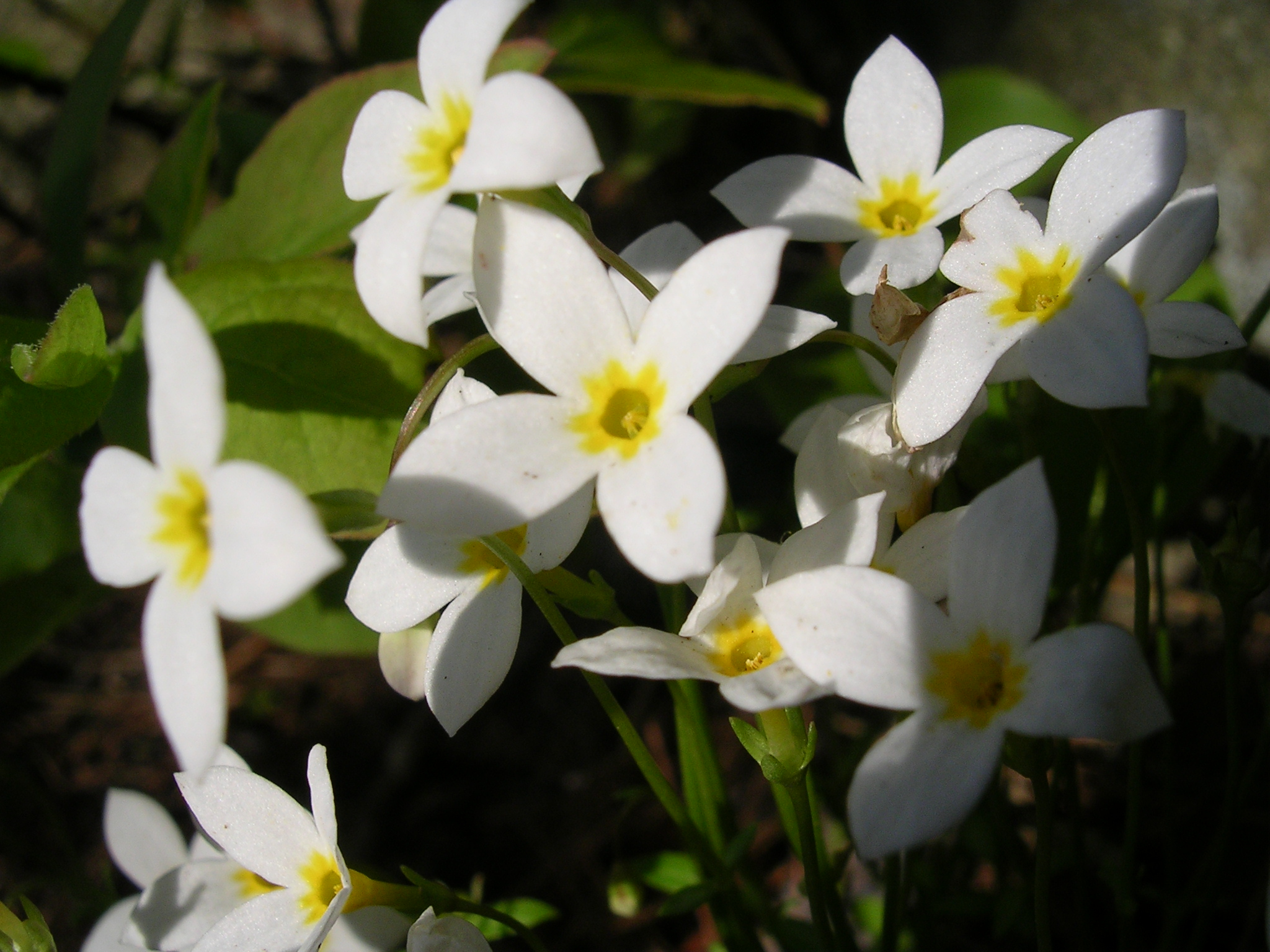
Detalle de la flor

## Descripción
Houstonia caerulea tiene vistosas flores de aproximadamente 1 cm de diámetro. Estas flores son de cuatro pálidos pétalos azules con el centro amarillo. El follaje se produce en una roseta basal. Los tallos alcanzan un tamaño de hasta 20 cm de altura con una flor por tallo. 

## Distribución y hábitat
Prospera en suelos ácidos húmedos en áreas sombreadas, con un crecimiento especialmente entre los pastos, en Estados Unidos y Canadá.

## Taxonomía
Houstonia caerulea fue descrita por Carlos Linneo y publicado en Species Plantarum 1: 105, en el año 1753. Es la especie tipo del género.
Sinonimia
- Anotis coerulea (L.) G.Don
- Anotis gentianoides (Endl.) Walp.
- Hedyotis brachiata Miq. ex Hook.f.
- Hedyotis caerulea (L.) Hook.
- Hedyotis caerulea f. albiflora (Millsp.) Fosberg
- Hedyotis caerulea f. benkei Fosberg
- Hedyotis caerulea var. faxonorum (Pease & A.H.Moore) Fosberg
- Hedyotis gentianoides Endl.
- Houstonia faxonorum (Pease & A.H.Moore) Fernald
- Houstonia grandiflora Raf.
- Houstonia linnaei Michx.
- Houstonia linnaei var. elatior Michx.
- Houstonia pusilla J.F.Gmel.
- Houstonia serpyllifolia Graham
- Oldenlandia caerulea (L.) A.Gray
- Poiretia erecta J.F.Gmel.[2]